# Вуглеводні

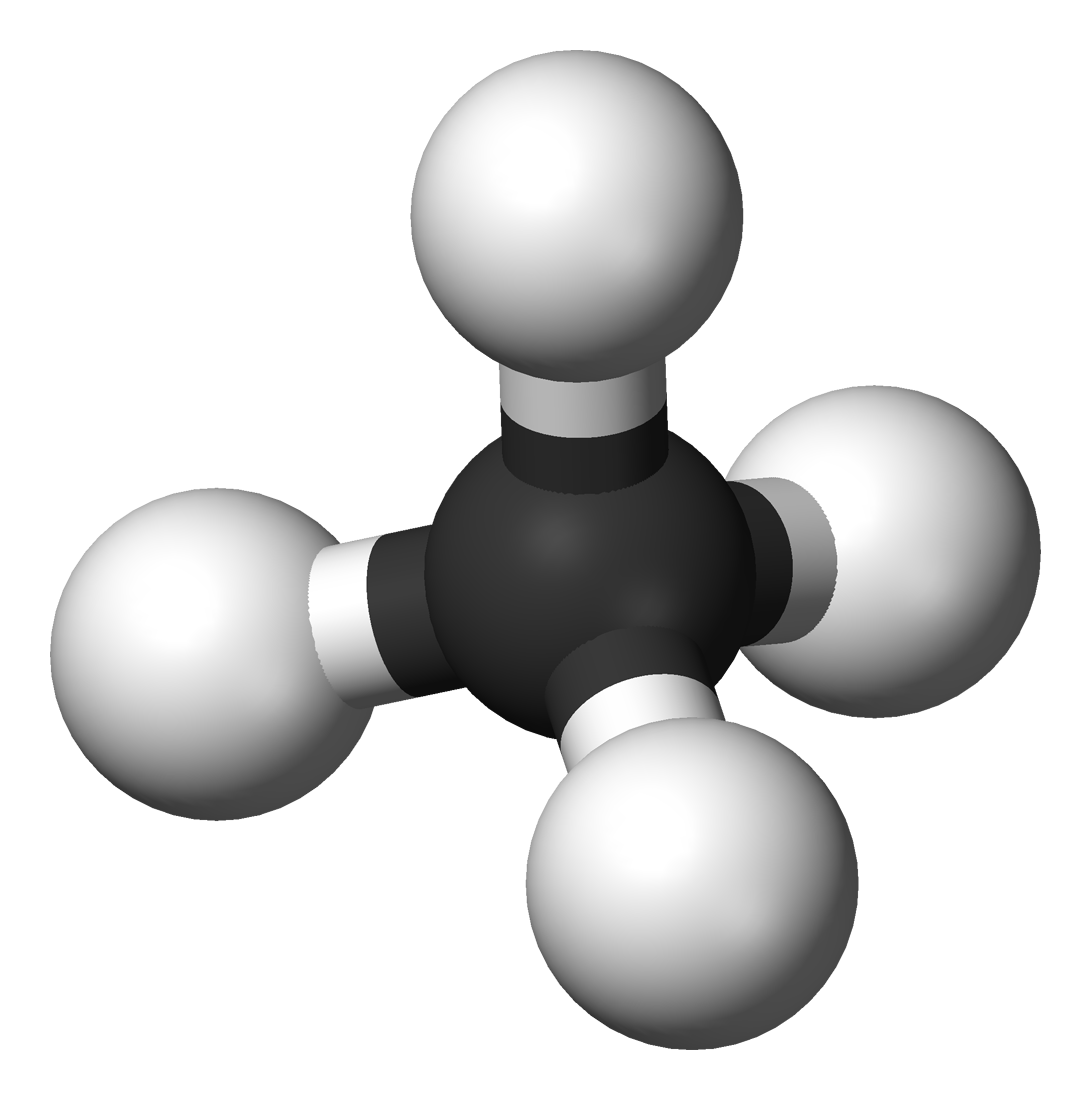
Схема молекули метану (CH_{4})

Вуглево́дні — органічні речовини, аліфатичні, аліциклічні та ароматичні сполуки, до складу молекул яких входять лише атоми вуглецю і водню.

## Загальний опис
Вуглеводні утворюють гомологічні ряди. У природі вуглеводні зустрічаються в рідкому, твердому і газоподібному станах. У розсіяному вигляді присутні в атмосфері, воді, твердих породах (кероген), у концентрованому — у покладах вугілля, нафти, газу, газогідратів.
Залежно від будови розрізняють ациклічні вуглеводні, у молекулах яких атоми утворюють лінійні або розгалужені ланцюги, та ізоциклічні (карбоциклічні), молекули яких являють собою цикли (кільця) трьох і більше атомів вуглецю.
Ациклічні вуглеводні поділяються на насичені (аліфатичні), що мають тільки прості зв'язки (метан і його гомологи), і ненасичені, у молекулах яких є кратні зв'язки — подвійні й потрійні. Наявність кратних зв'язків зумовлює здатність цих вуглеводнів до реакцій приєднання і полімеризації. Насичені вуглеводні метанового ряду (алкани, парафіни) є основною складовою частиною нафти і природного газу.
Циклічні вуглеводні теж поділяють на дві підгрупи: на циклопарафіни і ароматичні вуглеводні. Останні відзначаються наявністю в молекулах так званого бензольного кільця, або ядра, яке складається з шести атомів вуглецю, зв'язаних між собою вперемішку одинарними й подвійними зв'язками. Ароматичні поліциклічні структури властиві гумусовим відмінам і їхня кількість зростає у міру метаморфізму, з наближенням структури органічної речовини до структури графіту (так званою графітизацією). Завжди присутні в нафтах, але рідко переважають у їхньому складі над іншими вуглеводнями.